# Himertosoma alaotrum
Himertosoma alaotrum är en stekelart som först beskrevs av André Seyrig 1932.  Himertosoma alaotrum ingår i släktet Himertosoma och familjen brokparasitsteklar. Inga underarter finns listade i Catalogue of Life.